# Chiara Grispo
Chiara Grispo (ur. 21 marca 1997 r.) – włoska piosenkarka popowa, od 2008 r. twarz kanału telewizyjnego Disney Channel. W 2016 r. udzieliła głosu tytułowej bohaterce filmu Vaiana: Skarb oceanu.